# Riesenflugzeug

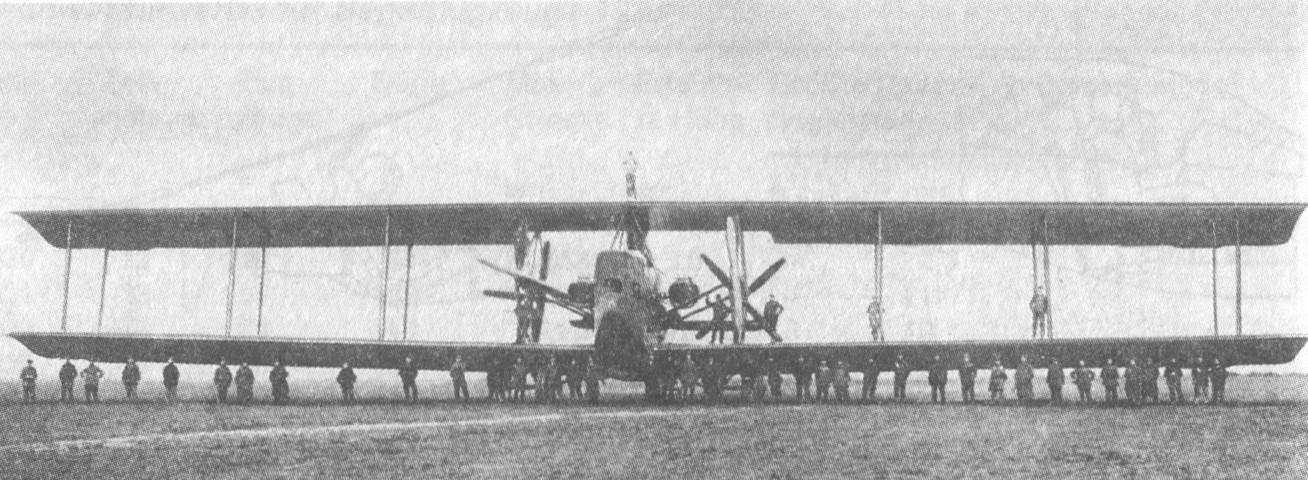
Riesenflugzeug gebaut 1918 von Siemens-Schuckert

Riesenflugzeug war zuerst die Bauartbezeichnung für mehrere deutsche Flugzeugkonstruktionen (z. B. AEG R.I, Zeppelin (Staaken) R.VI, Siemens-Schuckert R-Typen, Linke-Hofmann R.I und R.II sowie die DFW-R-Typen und die Schütte-Lanz R.I), die während des Ersten Weltkrieges ausgeführt wurden. Der Begriff hat sich später durch weitere, internationale Projekte ausgeweitet. Zu diesen Riesenflugzeugen zählten auch die RS-Typen von Dornier (RS = Riesen-Seeflugzeug). Allerdings wurde der Begriff auch bereits vor dem Ersten Weltkrieg verwendet, so etwa im Jahre 1913 für die von Igor Iwanowitsch Sikorski konstruierte Russki Witjas.
Die stets mehrmotorigen Flugzeuge mit einer relativ großen Besatzung wiesen bereits 1918 Flügelspannweiten von bis zu 50 m auf. Später stellten die sogenannten Flugboote die größten Typen von Flugzeugen dar. Die Flugboote zählen zu den Flugzeugen, die Luftschiffe hingegen zu den Luftfahrzeugen mit aerostatischem Auftrieb.

## Größenvergleich der Riesenflugzeuge
Das bisher schwerste und längste gebaute Flugzeug ist die Antonow An-225, während das Scaled Composites Stratolaunch die größte Spannweite aufweist. Das höchste je gebaute Flugzeug ist die Hughes H-4 'Spruce Goose', die jedoch nie einen freien Flug außerhalb des Bodeneffekts durchgeführt hat; ihre Flugtauglichkeit wird daher bis heute angezweifelt.

Vergleich von Großflugzeugen:
,,,,